# Kanal Otuz-Adyr
Kanal Otuz-Adyr (ryska: Канал Отуз-Адыр) är en kanal i Kirgizistan.   Den ligger i oblastet Osj, i den sydvästra delen av landet, 300 km sydväst om huvudstaden Bisjkek.